# Гау (Техас)
Гау (англ. Howe) — місто (англ. town) в США, в окрузі Грейсон штату Техас. Населення — 3571 особа (2020).

## Географія
Гау розташований за координатами 33°30′48″ пн. ш. 96°37′3″ зх. д. / 33.51333° пн. ш. 96.61750° зх. д. (33.513425, -96.617597).  За даними Бюро перепису населення США в 2010 році місто мало площу 11,04 км², уся площа — суходіл.

## Демографія
Згідно з переписом 2010 року, у місті мешкало 2600 осіб у 956 домогосподарствах у складі 694 родин. Густота населення становила 236 осіб/км².  Було 1038 помешкань (94/км²).
Расовий склад населення:
| - 89,3 % — білих - 1,6 % — чорних або афроамериканців - 1,1 % — корінних американців - 0,7 % — азіатів - 4,3 % — осіб інших рас |

До двох чи більше рас належало 2,9 %. Частка іспаномовних становила 12,8 % від усіх жителів.
За віковим діапазоном населення розподілялося таким чином: 30,3 % — особи молодші 18 років, 59,2 % — особи у віці 18—64 років, 10,5 % — особи у віці 65 років та старші. Медіана віку мешканця становила 33,1 року. На 100 осіб жіночої статі у місті припадало 94,0 чоловіків;  на 100 жінок у віці від 18 років та старших — 90,1 чоловіків також старших 18 років.
Середній дохід на одне домашнє господарство  становив 58 801 долар США (медіана — 44 079), а середній дохід на одну сім'ю — 66 087 доларів (медіана — 52 054). Медіана доходів становила 40 863 долари для чоловіків та 36 364 долари для жінок. За межею бідності перебувало 19,7 % осіб, у тому числі 32,8 % дітей у віці до 18 років та 11,6 % осіб у віці 65 років та старших.
Цивільне працевлаштоване населення становило 1182 особи. Основні галузі зайнятості: роздрібна торгівля — 18,4 %, виробництво — 16,2 %, освіта, охорона здоров'я та соціальна допомога — 14,1 %.